# Ermengol III di Urgell
Ermengol, o Armengol o Ermengardo detto el de Barbastro (1033 circa – Barbastro, 1065), è stato conte di Urgell dal 1038 fino alla sua morte.

## Origine
Come ci conferma le Ex Gestis Comitum Barcinonensium, era il figlio maschio primogenito del Conte d'Urgell, Ermengol II il Pellegrino e di Velasquita ( † dopo il 1066), di cui non si conoscono gli ascendenti, che viene citata assieme al figlio in due documenti, uno del 1048 e uno del 1049.
Come ci conferma le Ex Gestis Comitum Barcinonensium, Ermengol II il Pellegrino era l'unico figlio maschio del Conte d'Urgell, Ermengol I di Cordoba e, secondo lo storico catalano Pròsper de Bofarull i Mascaró, di Teutberga o Geriberga ( † prima del 1017), che secondo le Europäische Stammtafeln, vol II, 187 (non consultate), era la figlia del Conte di Provenza e marchese di Provenza, Rotboldo II e della moglie, Emilde o Eimilde (Eimildis Ermengarde) di Gévaudan († dopo il 1000 circa), che secondo lo storico Szabolcs de Vajay era la figlia del visconte di Gévaudan Srefano di Brioude (915-967) e quindi sorella del visconte Bertrando I di Gévaudan (938-993).

## Biografia
Ermengol III viene citato, per la prima volta, nel 1036, quando suo padre, Ermengol II, e sua madre, Velasquita, garantirono dei privilegi agli abitanti di Santa Licinia.
Suo padre, Ermengol II morì nel 1038, pellegrino a Gerusalemme, come viene documentato nell'Ex Gestis Comitum Barcinonensium e confermato dal documento n° XXXVI: Fragmentum historicum, Ex cartulario Alaonis, España Sagrada, tratado XLVI e da quel giorno fu conosciuto come Emergol il Pellegrino.
A Ermengol II succedette il suo unico figlio, anche lui di nome Ermengol, Ermengol III. Data la sua giovane età (aveva cinque anni) la madre esercitò la reggenza, per circa una decina d'anni. Infatti, nelle donazioni Ermengol III viene affiancato dalla madre: uno del 1048 e uno del 1049.
Dopo aver raggiunto la maggior età, secondo il documento CCXXXV della Marca Hispanica sive Limes Hispanicus, del 1050 circa, Ermengol III si accordò col cugino, Raimondo Berengario I, conte di Barcellona, per combattere Raimondo Goffredo, Conte di Cerdanya.
Nel febbraio/marzo 1065, Ermengol III morì (come ci viene documentato anche dal Chronicon alterum Rivipullense, Apendice al Viage Literario a las Iglesias de Espana, Tome V); fu ucciso in battaglia, a Barbastro (dal nome di quella località, gli fu dato il soprannome), combattendo contro i Mori; gli succedette il figlio maschio primogenito, anche lui di nome Ermengol, che ebbe l'appoggio della matrigna, la terza moglie di suo padre, Sancha d'Aragona, con cui secondo la COL·LECCIÓ DIPLOMÀTICA DE SANT PERE D'ÀGER il 12 aprile di quello stesso anno, fece una donazione alla Collegiata di San Pietro d'Àger, dove Ermengol III, ucciso dai Saraceni, fu sepolto.
Anche la madre, Velasquita gli sopravvisse, come ci viene confermato dal documento n° 73 della COL·LECCIÓ DIPLOMÀTICA DE SANT PERE D'ÀGER in cui Velasquita (citata col nome di Costanza), il 25 marzo del 1066, fece una donazione alla Collegiata di San Pietro d'Àger, per l'anima del figlio, Ermengol III.

## Matrimoni e discendenza
Ermengol III aveva sposato, in prime nozze, verso il 1050, Adelaide di Besalù ( † prima del 1055), figlia del Conte di Besalú e Ripoll Guglielmo I ( † 1052) e della moglie, Adelaide (o Gerberga) di Provenza ( † dopo il 1036), di cui non si conoscono gli ascendenti. Il nome di Adelaide era stato inserito (aggiunto) nel documento, sopra citato, del 1036,
Ermengol da Adelaide ebbe due figli:
- Ermengol detto di Gerb[22] (ca. 1050- 1092), conte di Urgell
- Isabella ( ca. 1052 - † dicembre 1071), che aveva sposato, in prime nozze, nel 1065, il re di Aragona, re di Pamplona, conte di Sobrarbe e Ribagorza, Sancho Ramírez (come ci conferma nella Historia de los Condes de Urgel, Tomo I D. Diego Monfar y Sors, quando cita il primo testamento del fratello, Ermengol detto di Gerb[23], e, dopo essere stata ripudiata, nel 1071, aveva sposato il Conte di Cerdanya, Guglielmo Raimondo I[24], di cui era la seconda moglie.Isabella fu sepolta nell'Abbazia di San Michele di Cuxa, (documento n° CCLXXXI della Marca Hispanica sive Limes Hispanicus[25].

Dopo essere rimasto vedovo, Ermengol III, si sposò in seconde nozze, verso il 1055, con Clemenza di Bigorre (1036 - † prima del 1065), figlia del conte di Bigorre, Bernardo II e di Clemenza, di cui non si conoscono gli ascendenti. Clemenza controfirmò, come contessa di Urgell, il documento n° 42, datato 17 ottobre 1059, della COL·LECCIÓ DIPLOMÀTICA DE SANT PERE D'ÀGER.
Ermengol da Clemenza ebbe quattro figli:
- Raimondo[21] ( † dopo il 1086), che era ancora vivo, quando suo fratellatro, Ermengol detto di Gerb, aveva fatto il suo primo testamento[23]
- Guglielmo[21] ( † dopo il 1086), che era ancora vivo, quando suo fratellatro, Ermengol detto di Gerb, aveva fatto il suo primo testamento[23]
- Berengario[21] ( † dopo il 1086), che era ancora vivo, quando suo fratellatro, Ermengol detto di Gerb, aveva fatto il suo primo testamento[23]
- Sancha, che aveva sposato il conte di Empuries, Ugo II[27].

Rimasto vedovo, per la seconda volta, Ermengol III, si sposò in terze nozze, nel 1065, con Sancha d'Aragona, figlia del re d'Aragona, Ramiro I e di Ermessinda di Foix (ca. 1015-1049, Gilberga di Foix, dopo il matrimonio, divenuta regina d'Aragona, si fece chiamare, Ermesinda), figlia del conte di Foix, Couserans e di Bigorre, Bernardo Ruggero I di Foix (figlio del conte Ruggero I di Carcassonne), e di Garsenda di Bigorre. Per Sancha d'Aragona era il secondo matrimonio, essendo la vedova del conte di Tolosa, Ponzio II e non Guglielmo III Tagliaferro, come sostiene erroneamente la Historia de los condes de Urgel, Tomo I.

### Fonti primarie
- (LA) Rerum Gallicarum et Francicarum Scriptores, tome XI.
- (LA) Recueil des Chartes de l'Abbaye de Cluny, tome III.
- (LA) COL·LECCIÓ DIPLOMÀTICA DE SANT PERE D'ÀGER, vol 1° (PDF) (archiviato dall'url originale il 5 marzo 2016)
- (LA) España Sagrada, volume XLVI.
- (LA) Viage Literario a las Iglesias de Espana, Tome V (archiviato dall'url originale il 10 gennaio 2014).
- (LA) mcu.es,  http://www.mcu.es/archivos/MC/ACA/Miniaturas/miniaturas/llibre04/000.htm. alcuni dei 62 fogli del Liber feudorum Ceritaniae.

### Letteratura storiografica
- Rafael Altamira, Il califfato occidentale, in «Storia del mondo medievale», vol. II, 1999, pp. 477–515
- Louis Halphen, La Francia nell'XI secolo, in «Storia del mondo medievale», vol. II, 1999, pp. 770–806
- (ES) Historia de los condes de Urgel, Tomo I.
- (LA) Marca Hispanica sive Limes Hispanicus, 1688.
- (ES) Bofarull y Mascaró, P., Los Condes de Barcelona Vindicados, Tomo I.